# Hanap

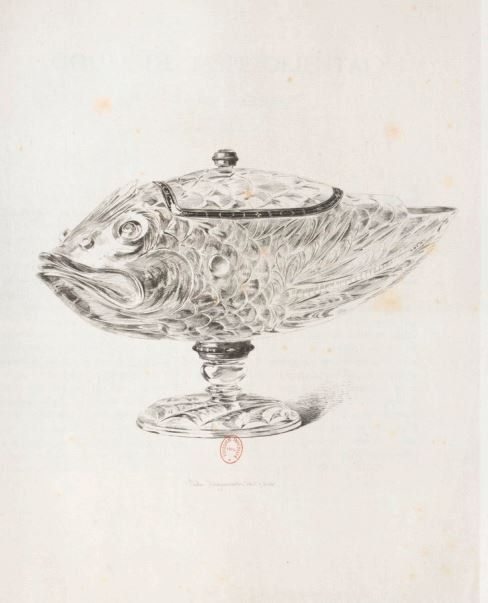

Hanap är en dryckesbägare med en liten fot, vanlig under medeltiden. Ordet kommer från franskan, och en hanap avbildas bland annat på en teckning av Villard de Honnecourt under 1200-talet.
I en senare utvecklad form är dryckesskålen försedd med ett bukigt lock av samma utseende som bottendelen och blev därigenom en dubbelbägare Filippa av England medförde i sin hemgift från England två hanaper i guld, två i silver och en av beryll innefattad i guld. Enklare hanaper tillverkades även i enklare material som masur, en sådan med förgyllda kopparbeslag härstammande från 1400-talet finns i Bergens museum. En annan daterad 1583 finns i Röhsska museet. De förlorade dock därefter sin popularitet.